# Prunay (Marne)
Prunay és un municipi francès, situat al departament del Marne i a la regió del Gran Est. L'any 2007 tenia 958 habitants.

## Demografia

### Població
El 2007 la població de fet de Prunay era de 958 persones. Hi havia 339 famílies, de les quals 40 eren unipersonals (24 homes vivint sols i 16 dones vivint soles), 105 parelles sense fills, 178 parelles amb fills i 16 famílies monoparentals amb fills.
La població ha evolucionat segons el següent gràfic:
Habitants censats

### Habitatges
El 2007 hi havia 345 habitatges, 335 eren l'habitatge principal de la família, 1 era una segona residència i 8 estaven desocupats. 339 eren cases i 4 eren apartaments. Dels 335 habitatges principals, 290 estaven ocupats pels seus propietaris, 35 estaven llogats i ocupats pels llogaters i 10 estaven cedits a títol gratuït; 3 tenien una cambra, 6 en tenien dues, 15 en tenien tres, 79 en tenien quatre i 232 en tenien cinc o més. 294 habitatges disposaven pel capbaix d'una plaça de pàrquing. A 101 habitatges hi havia un automòbil i a 217 n'hi havia dos o més.

### Piràmide de població
La piràmide de població per edats i sexe el 2009 era:
| Homes | Edats   | Dones |
| ----- | ------- | ----- |
| 0     | 95 o +  | 0     |
| 0     | 90 a 94 | 0     |
| 0     | 85 a 89 | 0     |
| 4     | 80 a 84 | 8     |
| 8     | 75 a 79 | 8     |
| 8     | 70 a 74 | 20    |
| 8     | 65 a 69 | 16    |
| 28    | 60 a 64 | 4     |
| 20    | 55 a 59 | 24    |
| 32    | 50 a 54 | 48    |
| 24    | 45 a 49 | 32    |
| 64    | 40 a 44 | 40    |
| 32    | 35 a 39 | 20    |
| 24    | 30 a 34 | 40    |
| 28    | 25 a 29 | 20    |
| 24    | 20 a 24 | 4     |
| 36    | 15 a 19 | 24    |
| 36    | 10 a 14 | 44    |
| 40    | 5 a 9   | 44    |
| 12    | 0 a 4   | 32    |

## Economia
El 2007 la població en edat de treballar era de 657 persones, 493 eren actives i 164 eren inactives. De les 493 persones actives 476 estaven ocupades (257 homes i 219 dones) i 17 estaven aturades (11 homes i 6 dones). De les 164 persones inactives 43 estaven jubilades, 70 estaven estudiant i 51 estaven classificades com a «altres inactius».

### Ingressos
El 2009 a Prunay hi havia 347 unitats fiscals que integraven 973,5 persones, la mediana anual d'ingressos fiscals per persona era de 22.337 €.

### Activitats econòmiques
Dels 45 establiments que hi havia el 2007, 1 era d'una empresa alimentària, 2 d'empreses de fabricació d'elements pel transport, 4 d'empreses de fabricació d'altres productes industrials, 8 d'empreses de construcció, 8 d'empreses de comerç i reparació d'automòbils, 1 d'una empresa de transport, 3 d'empreses d'hostatgeria i restauració, 1 d'una empresa financera, 2 d'empreses immobiliàries, 3 d'empreses de serveis, 4 d'entitats de l'administració pública i 8 d'empreses classificades com a «altres activitats de serveis».
Dels 12 establiments de servei als particulars que hi havia el 2009, 1 era un taller de reparació d'automòbils i de material agrícola, 4 autoescoles, 1 paleta, 1 fusteria, 2 electricistes, 1 perruqueria, 1 restaurant i 1 agència immobiliària.
Dels 3 establiments comercials que hi havia el 2009, 1 era una gran superfície de material de bricolatge, 1 una botiga de menys de 120 m² i 1 una peixateria.
L'any 2000 a Prunay hi havia 19 explotacions agrícoles que ocupaven un total de 1.504 hectàrees.

## Equipaments sanitaris i escolars
El 2009 hi havia una escola elemental.
Prunay disposava d'un centre de formació no universitària superior de formació tècnica.

## Poblacions més properes
El següent diagrama mostra les poblacions més properes.